# بیمارستان آموزشی آخن
بیمارستان آموزشی آخن (به آلمانی: Universitätsklinikum Aachen) یکی از بزرگترین بیمارستان‌های آموزشی آلمان است که وابسته به دانشگاه فنی آخن است.

## تاریخچه
به دنبال تشکیل دانشکده پزشکی دانشگاه ار.و.ت.ها آخن در سال ۱۹۶۶ به تدریج نیاز به بیمارستان آموزشی استاندارد احساس می‌شد. در سال ۱۹۷۲ ساخت بیمارستان شروع شد و حدود ده سال بعد اولین واحدهای آن راه‌اندازی شد ولی افتتاح رسمی آن تا سال ۱۹۸۵ به تأخیر افتاد. در ابتدا بیمارستان را با نام «بیمارستان جدید» نامگذاری کردند چرا که قبل از آن آخن دارای یک بیمارستان بود. بعدها نام آن به بیمارستان آموزشی آخن تغییر پیدا کرد.